# Erland Johnsen
Erland Johnsen (Moss, 5 april 1967) is een voormalig betaald voetballer uit Noorwegen die speelde als verdediger gedurende zijn carrière. Hij kwam onder meer uit voor Bayern München en Chelsea. Hij beëindigde zijn actieve loopbaan in 1999 en stapte het trainersvak in.

## Interlandcarrière
Johnsen speelde in totaal 24 interlands (twee doelpunten) voor het Noors voetbalelftal. Onder leiding van bondscoach Nils Arne Eggen maakte hij zijn debuut op 6 mei 1987 in het OS-kwalificatieduel tegen Turkije (1-1) in zijn geboortestad Moss, net als Jostein Flo (Molde FK) en Olav Klepp (Brøndby IF). Johnsen viel in die wedstrijd na 63 minuten in voor Tor Smedås.

## Erelijst
Moss FK
- Tippeligaen

1987
 Bayern München
- Bundesliga

1989
 Chelsea
- FA Cup

1997
 Rosenborg BK
- Tippeligaen

1997, 1998